# No Land
No Land is een internationale band gevormd in 2012. De muzikanten zijn Azerbaijaans, Iraans, Koerdisch en Turks. Hierom dragen ze de naam No Land (Zonder land). De inspiratie tot deze naam is ontstaan na de suggestie van Sahand Lesani na het kijken van de
film No man's land. 
De band werd oorspronkelijk door het drietal bestaande uit Sahand Lesani, Mehmet Akif Ersoy en Kamil Hajiyev opgericht. Later werd de muziekgroep uitgebreid door Çağatay Vural, Can Kalyoncu, Hazal Akkerman, Yağız Nevzat İpek en Oğuzcan Bilgin. 
Het eerste voltallige album kwam uit op 10 oktober 2016 met de naam "Aramızda".  Het tweede album "Pusulası Kaybolmuş" werd uitgebracht op 06 February 2019; De meeste teksten zijn geschreven door Kamil Hajiyev en Vugar Hasani.

## Albums

### Aramızda
- Pusulası kaybolmuş
- Yüzerdik
- Payız
- Niyə Belə Uzundur Bu Yollar
- Aramızda Dinozor
- Müstefilatun
- Değil
- Yolcu
- Sor
- Düşünme Kaybolursun
- 52 Hertz Whale – Outro

### Pusulası Kaybolmuş
- Şehr-i yar
- Sodom Gomore
- Pusulası Kaybolmuş
- Lakrima
- Krilatiye Kacheli
- N'olmuş
- Pervin
- Seyir